# 카밀 키턴
카밀 키턴(Camille Keaton, 1947년 7월 20일 ~ )은 미국의 배우이다. 1978년 영화 《네 무덤에 침을 뱉어라》의 주인공 제니퍼 힐스 역으로 잘 알려져 있다.